# Body Love II
Albums de Klaus Schulze
Mirage
(1977) X
(1978)
Body Love II est le neuvième album de Klaus Schulze, sorti en 1977 puis ré-édité en 2007. L'album contient des compositions additionnelles par rapport à Body Love la bande originale du film pornographique de même nom de Lasse Braun.
Comme sur les albums Moondawn et Body Love, Klaus Schulze est accompagné du batteur Harald Grosskopf. 

## Titres
Tous les morceaux sont composées par Klaus Schulze.
| No | Titre                              | Note                   | Durée |
| -- | ---------------------------------- | ---------------------- | ----- |
| 1. | Nowhere—Now Here                   |                        | 28:55 |
| 2. | Stardancer II                      |                        | 14:12 |
| 3. | Moogetique                         |                        | 13:10 |
| 4. | Buddy Laugh (A Rock'n'Roll Bolero) | bonus sur la réédition | 23:16 |

## Musiciens
- Klaus Schulze : synthétiseurs
- Harald Grosskopf : batterie